# Boane
Boane ist eine Stadt in Mosambik und Hauptstadt des gleichnamigen Distrikts Boane in der Provinz Maputo. Sie befindet sich am linken Ufer des Flusses Umbeluzi.